# Sistema de negação ativo
O sistema de negação ativo (ADS em sua siga inglesa, Active Denial System) é uma arma de energia direcionada desenvolvida pelos militares dos EUA, projetada para negação de área, segurança de perímetro e controle de multidões. Informalmente, a arma também é chamada de raio de calo, pois funciona aquecendo a superfície de alvos, como a pele de seres humanos visados. Também é conhecida como 'raio da dor'.